# Adam Kowalski (hokeista)
Adam Kowalski (ur. 19 grudnia 1912 w Stanisławowie, zm. 9 grudnia 1971 w Krakowie) – wszechstronny polski sportowiec, olimpijczyk.

## Życiorys
Zawodnik bardzo wszechstronny, największe sukcesy odnoszący w hokeju na lodzie. Przez całą karierę związany był z Cracovią. Z klubem tym wywalczył 3 razy mistrzostwo Polski (1937, 1946, 1949).
53 razy wystąpił w reprezentacji Polski zdobywając 22 bramki. Trzy razy reprezentował Polskę w Zimowych Igrzyskach Olimpijskich – Lake Placid (1932), Garmisch-Partenkirchen (1936) i St. Moritz (1948) oraz 4 razy w turniejach o mistrzostwo świata 1935, 1937, 1938, 1939.
Oprócz hokeja uprawiał również koszykówkę i piłkę wodną zdobywając w 1946 w każdej z tych dyscyplin tytuł wicemistrza Polski. W 1933 został także mistrzem Polski w piłce ręcznej.
Po zakończeniu kariery zawodniczej działacz i sędzia sportowy. Pochowany na cmentarzu Rakowickim w Krakowie.
Jego imieniem nazwano lodowisko w Krakowie. 